# Grčarice

Lega kraja v Atlasu okolja

Grčarice (nemško Masern) so naselje na kraški planoti ob vznožju Velike gore južno od Dolenje vasi v Občini Ribnica.

## NOB
Jeseni 1941 so se iz kraja izselili Kočevarji. Septembra 1943 je Šercerjeva brigaga ob pomoči topništva italijanske vojske napadla pripadnike Centralnega slovenskega četniškega odreda in ga po večdnevnih bojih prisilila v predajo. Večino zajetih 171 članov posadke iz Grčaric so nato partizani obsodili na smrt za storjene zločine in usmrtili pri Mozlju v bližini Kočevja. Ponovno so bili boji v Grčaricah od 3. do 5. maja 1945, ko so kraj zasedle enote 7. korpusa.